# Sakshaug
Sakshaug is een plaats in de Noorse gemeente Inderøy, provincie Trøndelag. Sakshaug telt 207 inwoners (2007) en heeft een oppervlakte van 0,13 km².